# Abher
Abher é uma cidade antiga da Pérsia. Também aparece escrita como Ebher. 